# Sparasion lua
Sparasion lua är en stekelart som beskrevs av Mikhail Vasilievich Kozlov 1972. Sparasion lua ingår i släktet Sparasion och familjen Scelionidae. Inga underarter finns listade i Catalogue of Life.